# Geraldine George
Geraldine George (ur. 25 lutego 1972) – trynidadzko-tobagijska lekkoatletka specjalizująca się w rzucie oszczepem.
Medalistka mistrzostw kraju.
Rekord życiowy: 54,10 (8 kwietnia 2000, Austin) – rezultat ten jest aktualnym rekordem Trynidadu i Tobago.